# Губер Едуард Іванович
Гýбер Едуáрд Івáнович (Карлович; 13.V 1814—23.IV 1847) — російський поет і перекладач. Шевченко познайомився з ним у 2-й пол. 30-х рр. 19 ст. в Петербурзі, цінував його російський переклад поеми Й.-В. Ґете «Фауст» (1838). У повісті «Художник» Шевченко описав, як у майстерні К. Брюллова Г. на прохання В. Жуковського читав останню сцену «Фауста» (побачення Фауста з Маргаритою в тюрмі). Цю саму сцену з «Фауста» в перекладі Г. поет радив Катерині Піуновій включити до її репертуару (про це він записав у «Щоденнику» 16.11 1858).